# San Giacomo degli Schiavoni
San Giacomo degli Schiavoni é uma comuna italiana da região do Molise, província de Campobasso, com cerca de 1.111 habitantes. Estende-se por uma área de 10 km², tendo uma densidade populacional de 111 hab/km². Faz fronteira com Guglionesi, Termoli.

## Demografia
| Variação demográfica do município entre 1861 e 2011                               |
|                                                                                   |
| Fonte: Istituto Nazionale di Statistica (ISTAT) - Elaboração gráfica da Wikipedia |